# Jakub Zabłocki
Jakub Zabłocki (ur. 14 lipca 1984 w Chełmnie, zm. 22 sierpnia 2015) – polski piłkarz.

## Życiorys
Jakub Zabłocki występował w swojej karierze piłkarskiej w takich klubach jak: Gwiazda Starogród, Pomowiec Kijewo Królewskie, Chemik Bydgoszcz, Polonia Bydgoszcz, Sparta Brodnica, Korona Kielce, Pogoń Staszów, Odra Opole, Polonia Bytom, Lechia Gdańsk, Wisła Płock Siarka Tarnobrzeg, LZS Samborzec, Concordia Elbląg, Olimpia Grudziądz i Rodło Kwidzyn.
Zabłocki został oskarżony o udział w aferze korupcyjnej, gdy grał w Koronie Kielce. Piłkarz dobrowolnie poddał się karze. We wrześniu 2009 został skazany przez sąd na 1,5 roku więzienia w zawieszeniu na trzy lata oraz 6,9 tys. zł. grzywny.
Zmarł 22 sierpnia 2015 roku w Chełmnie na ostrą lewokomorową niewydolność serca.